# Mittelstadt (Reutlingen)
Mittelstadt, Reutlingen-Mittelstadt — dzielnica miasta Reutlingen w Niemczech, w kraju związkowym Badenia-Wirtembergia.